# Минины (деревня)
Минины — деревня в Котельничском районе Кировской области в составе Юрьевского сельского поселения.

## География
Располагается на расстоянии примерно 17 км по прямой на север-северо-восток от райцентра города Котельнич на правобережье реки Молома.

## История
Была известна с 1671 года как починок Савки Минеева с 1 двором. В 1763 году в деревне Мининской уже отметили 10 жителей. В 1873 году здесь (деревня Мининская) дворов 5 и жителей 33, в 1905 (Мининская или Кузнецы) 9 и 43, в 1926 (Кузнецы или Минины) 12 и 49, в 1950 26 и 115, в 1989 осталось 16 постоянных жителей. Настоящее название утвердилось с 1939 года.

## Население
Постоянное население  составляло 13 человек (русские 92%) в 2002 году, 6 в 2010.